# Bakary Diallo
Pour les articles homonymes, voir Diallo.
Bakary Diallo (1892-1978), berger peul recruté par les tirailleurs sénégalais, est le premier Africain francophone qui ait relaté par écrit son expérience de la Grande Guerre.

## Biographie
Bakary Diallo est né à Mbala, dans l'actuelle région de Saint-Louis, entre Podor et Dagana.

### Éducation
Ne sachant pas lire ni écrire au moment de son engagement, Bakary Diallo n'aura de cesse d'apprendre l'écriture de manière continue et autodidacte, notamment au contact des civils et des gradés français. Il est fasciné par le chef blanc et par la puissance coloniale française, ne comprenant donc pas le rejet de la tutelle française et encore moins les guerres contre la France.

### Carrière militaire
Il s'engage dans l'armée française le 4 février 1911. Le 3 novembre 1914 il est grièvement blessé à Sillery (Marne) et passe de longs mois à l'hôpital, puis devient l'interprète des troupes sénégalaises en France, parlant le français, le peul, le toucouleur, le wolof et le bambara. Il est un temps secrétaire du député Blaise Diagne.

### Ancien combattant
Citoyen français en 1920, il est rétrogradé du grade d'adjudant indigène à caporal français. Il devient portier à l’hôtel National de Monte-Carlo et occupe divers emplois à Paris.
En février 1928, il retourne au Sénégal et achève sa vie à Podor où il est nommé chef de canton.

## Écrits
- Force bonté (1926), récit sur la France coloniale ; compte-rendu publié dans Revue Indigène, nos 234-235, juillet-août 1928, p. 128-130

## Hommages
À la fin de sa vie, il est décoré de la Légion d'honneur.
Depuis 2004, l'école élémentaire du village de Doulel Wouro Mbarick porte son nom.

### Filmographie
- Franck Guillemain et Mélanie Bourlet, Bakary Diallo, mémoires peules, 2016, CNRS Images, 72 min.

- Frères d'armes - Bakary Diallo, série Frères d'armes, film-portrait raconté par Sonia Rolland, co-réalisé par Pascal Blanchard et Rachid Bouchareb, 2016, 2 minutes. [voir en ligne]